# Séisme du 26 octobre 2016 en Italie

L'Italie entre les plaques africaine et eurasiatique.

Le 26 octobre 2016 à 19 h 10 UTC et 21 h 18 UTC, des séismes de magnitude 5,4 et 6,1 secouent l'Italie centrale, en particulier les régions des Marches et l'Ombrie. Les effets se sont fait sentir jusqu'à Rome.

## Informations
Le premier séisme du 26 octobre 2016, de magnitude 5,4, et le second, de magnitude 6,1, qui ont touché une grande partie de l'Italie centrale jusqu'à Rome et même au-delà (Trieste et Naples pour le second) avaient pour épicentre la commune de Castelsantangelo sul Nera, dans la province de Macerata, dans la région des Marches,.
Le tremblement de terre a eu lieu dans une zone sismique qui est située entre les zones touchées par le séisme d'août 2016  et celui de l'Ombrie et des Marches de 1997. Dans cette zone, aucun tremblement de terre n'avait eu lieu depuis plus de 100 ans.
Le choc destructeur a été précédé par le choc précurseur deux heures avant, ce qui a permis aux gens de quitter leurs maisons et de se mettre en sécurité lorsque le choc principal a eu lieu,. Ainsi, malgré l'importance des dégâts matériels et quelques blessés, une seule victime est à déplorer.
Le 30 octobre à 6 h 40 UTC un tremblement de terre de magnitude 6,5 dont l'épicentre est situé à 6 km au nord de Norcia provoque de forts dommages dont la destruction du village de Arquata del Tronto, Castelluccio di Norcia et de la basilique Saint Benoît de Norcia. La magnitude de cette nouvelle secousse est la plus haute en Italie depuis le séisme de 1980 en Irpinia (6,9 Mw).

## Secousses

Magnitude des secousses du séisme d'octobre 2016

| Date / heure locale (CEST) | Magnitude | Profondeur Hypocentre | Épicentre                 | Épicentre | Épicentre |
| Date / heure locale (CEST) | Magnitude | Profondeur Hypocentre | spot                      | Latitude  | Longitude |
| -------------------------- | --------- | --------------------- | ------------------------- | --------- | --------- |
| 26 oct 2016 19:10:36       | 5,4       | 9 km                  | Castelsantangelo sul Nera | 42,88 N   | 13,13 E   |
| 26 oct 2016 21:18:05       | 6,1       | 8 km                  | Ussita                    | 42,92 N   | 13,13 E   |
| 26 oct 2016 23:42:01       | 4,5       | 10 km                 | Castelsantangelo sul Nera | 42,86 N   | 13,13 E   |
| 27 oct 2016 05:19:27       | 4,0       | 9 km                  | Castelsantangelo sul Nera | 42,84 N   | 13,15 E   |
| 27 oct 2016 05:50:24       | 4.4       | 9 km                  | Visso                     | 42,99 N   | 13,13 E   |
| 27 oct 2016 10:21:45       | 4,3       | 9 km                  | Norcia                    | 42,87 N   | 13,10 E   |
| 27 oct 2016 19:22:23       | 4,2       | 9 km                  | Norcia                    | 42,84 N   | 13,10 E   |
| 30 oct 2016 06:40:17       | 6,5       | 9,4 km                | Norcia                    | 42,84 N   | 13,11 E   |

## Comparaisons avec le séisme d'août 2016 eteffet domino
Le séisme d'octobre ne serait pas une réplique de celui d'août. Mario Tozzi, expert de l'Institut de géologie environnementale et géo-ingénierie (Igag) du Conseil national de la recherche (CNR) a en effet déclaré à l'AFP  « Ce n'est pas une réplique, c'est un nouveau tremblement de terre. »
Gianluca Valensise, sismologue à l’Institut national italien de géophysique partage le même avis : « processus [...] dans la continuité d’un effet domino ». Pascal Bernard, sismologue à l'Institut de physique du globe de Paris, aussi : « des séismes qui se déclenchent les uns les autres ».